# 86-DOS
86-DOS byl v informatice název operačního systému vyvíjeného firmou Seattle Computer Products (SCP) pro stavebnici počítače založeného na 16bitovém procesoru Intel 8086 v roce 1979. Původně byl znám jako QDOS (anglicky Quick and Dirty Operating System) a jméno bylo změněno na 86-DOS (anglicky Disk Operating System for the 8086) v roce 1980, když jej firma SCP začala licencovat. Systém 86-DOS byl později zakoupen firmou Microsoft a dále vyvíjen jako MS-DOS a IBM PC DOS.
V prosinci 2023 byl do Internet Archive nahrán zatím nejstarší známý 86-DOS verze 0.11 vydaný v roce 1980.

## Charakteristika
Struktura příkazů a API systému 86-DOS imitovala 8bitový operační systém CP/M od firmy Digital Research, což usnadnilo přenos programů z tohoto systému.